# بخش مرکزی شهرستان دماوند
بخش مرکزی شهرستان دماوند  به مرکزیت شهر دماوند یکی از بخش‌های شهرستان دماوند در استان تهران،ایران است.
در دهه ۱۳۳۰ شهر کیلان مرکز بخش بود و مدتی کفیل بخشداری مرکزی دماوند در این شهر مستقر بود. 

## تقسیمات کشوری
- بخش مرکزی شهرستان دماوند

شامل سه دهستان و سه شهر است.
دهستان های آن عبارتند از:
- دهستان جمع‌آبرود که مرکز آن شهر آبسرد است.
- دهستان ابرشیوه که مرکز آن روستای سربندان است.
- دهستان تاررود که مرکز آن روستای مراء است.

و شهرهای آن عبارتند از:
- دماوند
- کیلان
- آبسرد

## جمعیت
بنابر سرشماری مرکز آمار ایران، جمعیت بخش مرکزی شهرستان دماوند در سال ۱۳۸۵ برابر با ۷۰۶۰۸ نفر بوده است.